# Mousse T.
Mousse T. (született Mustafa Gündoğdu, 1966-) török származású német DJ és zenei producer. Legismertebb dala a Tom Jones-szal közös "Sex Bomb", amely az énekes Reload című albumáról jelent meg.

## Életrajz
Egyike az első német house zenei producereknek, Boris Dlugosh, DJ Tonka és Ian Pooley mellett. Mousse T. 1990-ben billentyűsként kezdte karrierjét a kevéssé ismert Fun Key B nevű együttesben. Ugyanebben az időben megépíttette a lemezstúdióját és Hannoverben elkezdett lemezeket keverni. A saját produkciói mellett Mousse T. partnerével, Errol Rennalls-szal közösen írt és előállított számokat más előadók számára. 1993-ban Rennalls-szal megalapította a Peppermint Jam Records lemezkiadót, amely speciálisan a house zenét és a dallamos acid jazz-t helyezte előtérbe.
Az 1998-as Hot ’n’ Juicy vokáljának közreműködésével (és Inaya Day-jel) készített "Horny ’98" című száma a Billboard dance charts toplistán elérte az első helyet a '90-es évek végén, és a top 20-ba jutott be az Egyesült Királyságban és Ausztráliában. A Chef Aid: The South Park Album-on is szerepelt. Mousse T. első albuma, a Gourmet Funk 2001-ben jelent meg. 2004-ben az "Is It ’Cos I’m Cool?" dala felkerült a kislemezeladási listára, ez a dal a második albumán, a 2004-es All Nite Madness-en is megtalálható. A dalt Emma Lanford énekelte.
2005-ben Mousse T. Emma Lanforddal a "Right About Now" című dallal a német Bundesvision Song Contesten Alsó-Szászországot képviselve a negyedik helyet elérve 85 pontot kapott.
2006-ban Placido & Loo a "Horny as a Dandy" mash-upot (bootleget) jelentette meg. A dal a "Horny"-nak és a The Dandy Warhols „Bohamian Like You” dalának az egyvelege. 2007-ben Mousse T. zenét szerzett Marc Rothemund Pornorama című filmjéhez, aminek egyúttal a zenei producere is volt. Mousse T. dalai számos filmben és TV-sorozatban elhangzanak az USA-ban és világszerte.

## Fordítás
- Ez a szócikk részben vagy egészben  a   Mousse T. című angol Wikipédia-szócikk fordításán alapul.  Az eredeti cikk szerkesztőit annak laptörténete sorolja fel. Ez a jelzés csupán a megfogalmazás eredetét és a szerzői jogokat jelzi, nem szolgál a cikkben szereplő információk forrásmegjelöléseként.